# Datil (New Mexico)
Datil ist ein Census-designated place (CDP) im US-Bundesstaat New Mexico im Catron County. Das U.S. Census Bureau hat bei der Volkszählung 2020 eine Einwohnerzahl von 50 ermittelt. Der Ort befindet sich am Rand des Cibola National Forest an einer Kreuzung des U.S. Highway 60 und der New Mexico State Route 12. 
Datil wurde 1884 gegründet, als an dieser Kreuzung ein Geschäft mit einer Poststelle für die umliegenden Farmen eröffnet wurde.
Ebenfalls zu Bekanntheit gebracht hat es eine Chilizüchtung mit dem Namen „Datil“, welche eine kleine, spitz zulaufende Varietät der Gattung Capsicum chinense darstellt. Sie wird ausschließlich in der Gegend von Datil angebaut und findet weite Verbreitung in kommerziell hergestellten Chili Hotsauces.